# Педро Орландо Реєс
Педро Орландо Реєс (ісп. Pedro Orlando Reyes; 23 лютого 1959 — 26 листопада 2024) — кубинський боксер, чемпіон світу і Панамериканських ігор.

## Аматорська кар'єра
1983 року здобув три перемоги, у тому числі у фіналі над Лауреано Раміресом (Домініканська республіка), і став чемпіоном Панамериканських ігор.
Того ж року, здобувши перемоги над Яношем Вараді (Угорщина), Петром Лесовим (Болгарія) і Хо Йон Мо (Південна Корея), завоював золоту медаль на Кубку світу.
Через бойкот Олімпійських ігор 1984 представниками з соціалістичних країн пропустив Олімпіаду і завоював золоту медаль на альтернативних змаганнях Дружба-84.
На чемпіонаті світу 1986 став чемпіоном.
- В 1/8 фіналу переміг Бейбута Есжанова (СРСР) — 5-0
- У чвертьфіналі переміг Андреа Маннаї (Італія) — 5-0
- У півфіналі переміг Яноша Вараді (Угорщина) — 4-1
- У фіналі переміг Девіда Грімана (Венесуела) — 5-0

Того ж року здобув перемогу на Іграх Центральної Америки і Карибського басейну, здолавши у фіналі Лауреано Раміреса (Домініканська республіка).
Через бойкот Олімпійських ігор 1988 представниками КНДР і підтримавших їх Куби, Ефіопії, Албанії і Сейшелів пропустив і другу можливу Олімпіаду.
На чемпіонаті світу 1989 завоював срібну медаль.
- В 1/16 фіналу переміг Лайонела Одома (США) — 17-11
- В 1/8 фіналу переміг Ніколає Аліута (Румунія) — 33-14
- У чвертьфіналі переміг Ведат Тутук (Туреччина) — 23-3
- У півфіналі переміг Кшиштофа Врублевського (Польща) — 14-1
- У фіналі програв Юрію Арбачакову (СРСР) — 17-18